# باراپایکا
باراپایکا (به لاتین: Barapaika) یک روستا در بنگلادش است که در استان باریسال و در ناحیه باریسال واقع شده است.